# Kościół św. Antoniego z Padwy w Wojkowicach
Kościół świętego Antoniego z Padwy – rzymskokatolicki kościół parafialny należący do dekanatu czeladzkiego diecezji sosnowieckiej.
Budowa świątyni w stylu neobarokowym została rozpoczęta w dniu 8 października 1929 roku, według projektu Stefana Szyllera i Wiesława Kononowicza. Kamień węgielny został poświęcony w dniu 5 września 1937 roku. Świątynia została uroczyście poświęcona (konsekrowana) w dniu 30 września 1956 roku przez biskupa częstochowskiego Zdzisława Golińskiego.